# イルカンジクラゲ
イルカンジクラゲ（イルカンジ水母、学名 - Carukia barnesi）は、箱虫綱（立方クラゲ類） Cubozoa に属するクラゲ。

## 発見
1952年にHugo Fleckerによって、アボリジニのイルカンジ部族にちなんで命名された。
部族の伝承によれば、海にはとても小さく、かつ全く見ることができない「怪物」が生息しているといわれていた。また、その怪物は取るに足らないちっぽけな存在でありながら人々を苦しめ、時には死に至らしめるともいわれており、その正体がイルカンジクラゲである。

## 分布
オーストラリア北部に棲息。

## 特徴

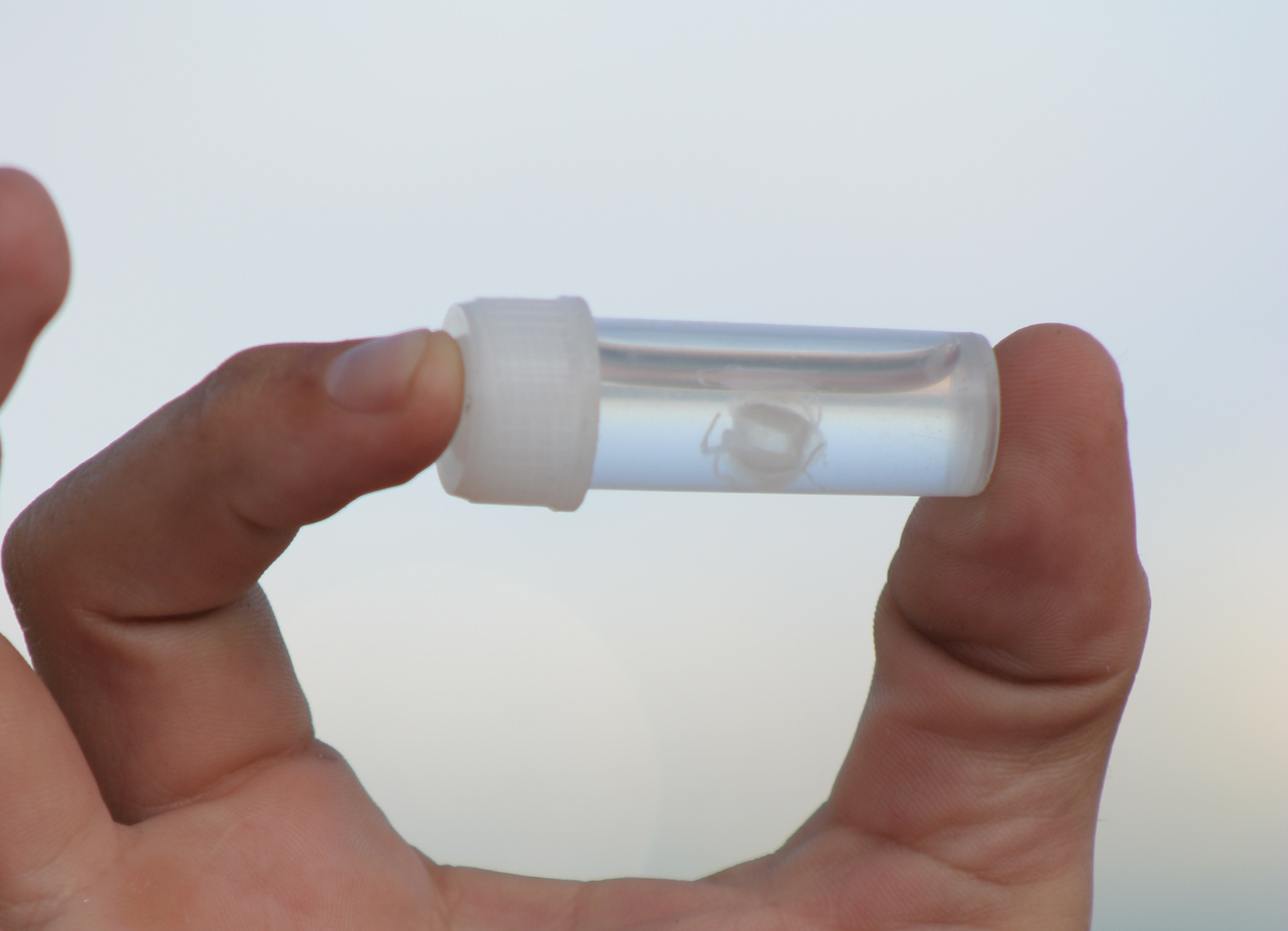
イルカンジクラゲ

熱帯性の立方クラゲの1種。3cm四方程の小さな身体に最長50cm程の触手を持つ。
このクラゲに刺されることによって起こる症状はイルカンジ症候群と呼ばれる。毒性はコブラの100倍、タランチュラの1000倍程度。

## 症状・対策
イルカンジクラゲはとても小さいため、刺されてしばらくは自分が刺されたことも気づかないほど、また傷跡もほとんど目立たない。しかし、刺されると数分～数時間の間に、背中・胸の激痛、最高血圧が300近くにもなる急激な血圧上昇、強い精神不安などの症状が起こり、死亡することもある。このときの痛みは凄まじく、モルヒネも効果が無い。男性では持続的な勃起を引き起こすこともある。厄介なのは毒の強さは勿論、イルカンジクラゲ類が小さいため、まるで見えない事が挙げられる。
そのため遊泳中はラッシュガードを着用して肌の露出を減らしたり、クラゲよけネットが設置されている場所で泳ぐなど自己防衛策を取ることが重要である。また海から上がった後に少しでも体の異常を感じたら、すぐに病院へ行くことが大切。
他にもオーストラリアでは、同じ立方クラゲ類に属するオーストラリアウンバチクラゲが、死亡例があるとして恐れられている。